# Cymbopogon refractus
Cymbopogon refractus là một loài thực vật có hoa trong họ Hòa thảo. Loài này được (R.Br.) A.Camus mô tả khoa học đầu tiên năm 1921.

## Hình ảnh

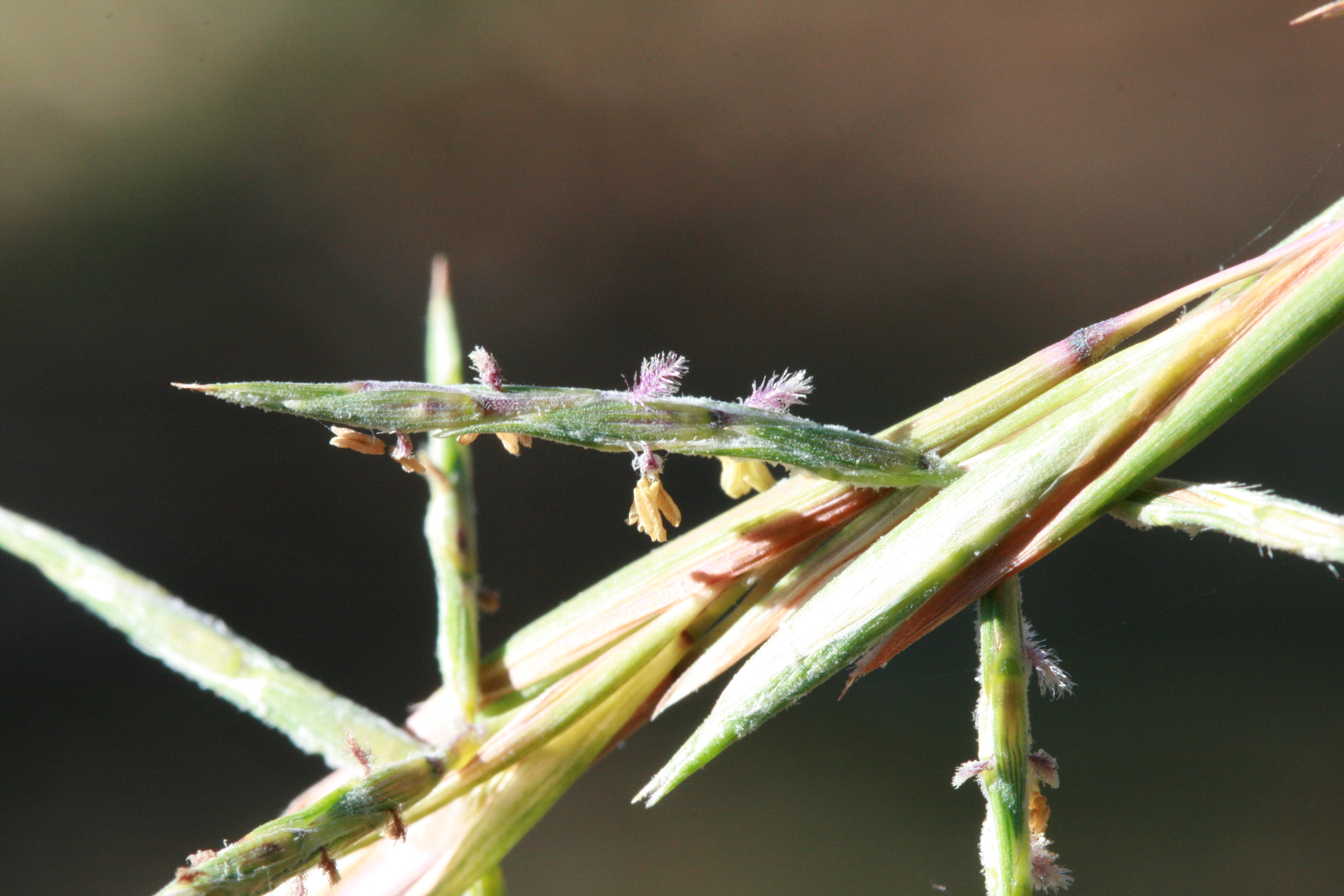
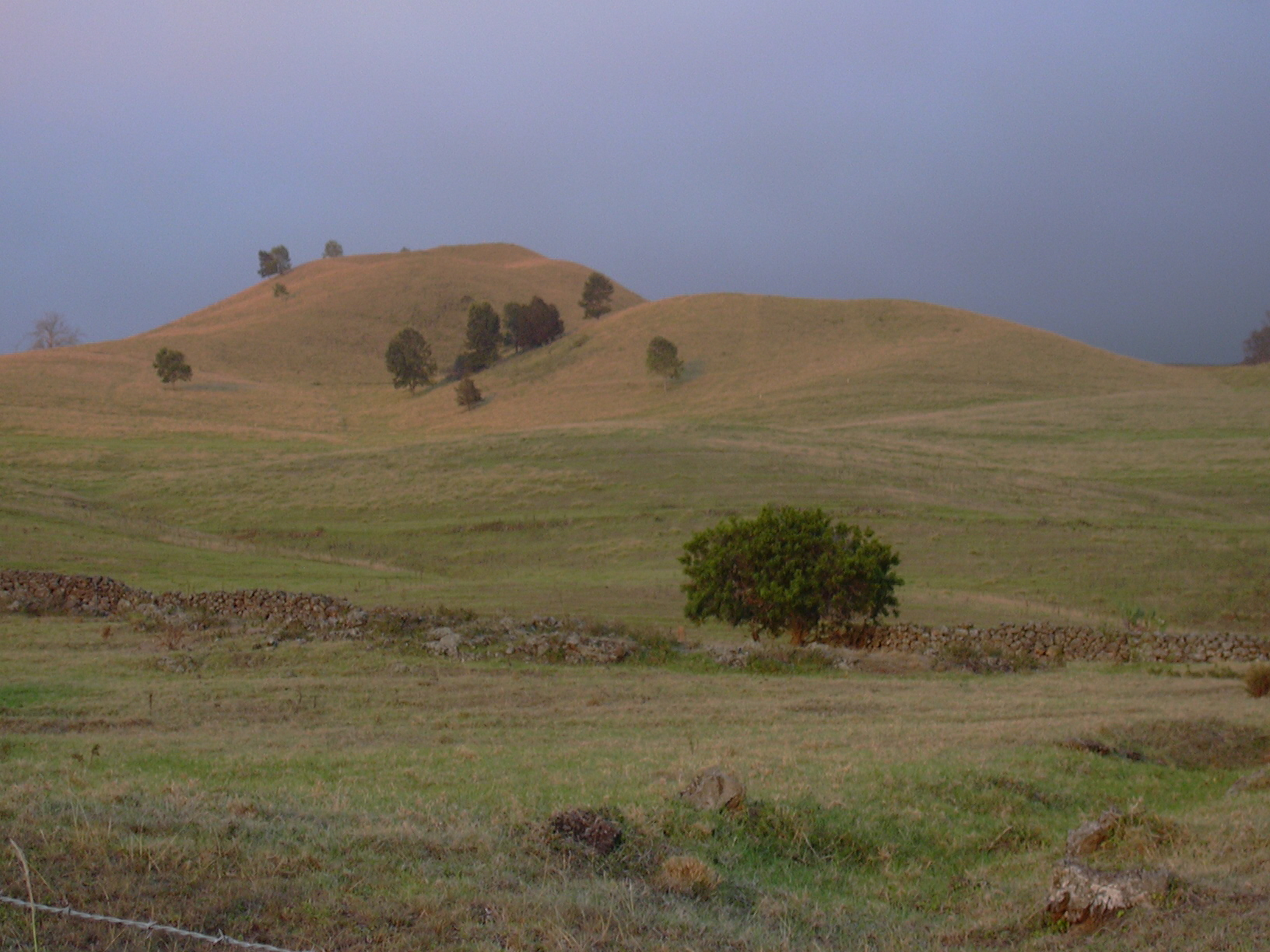
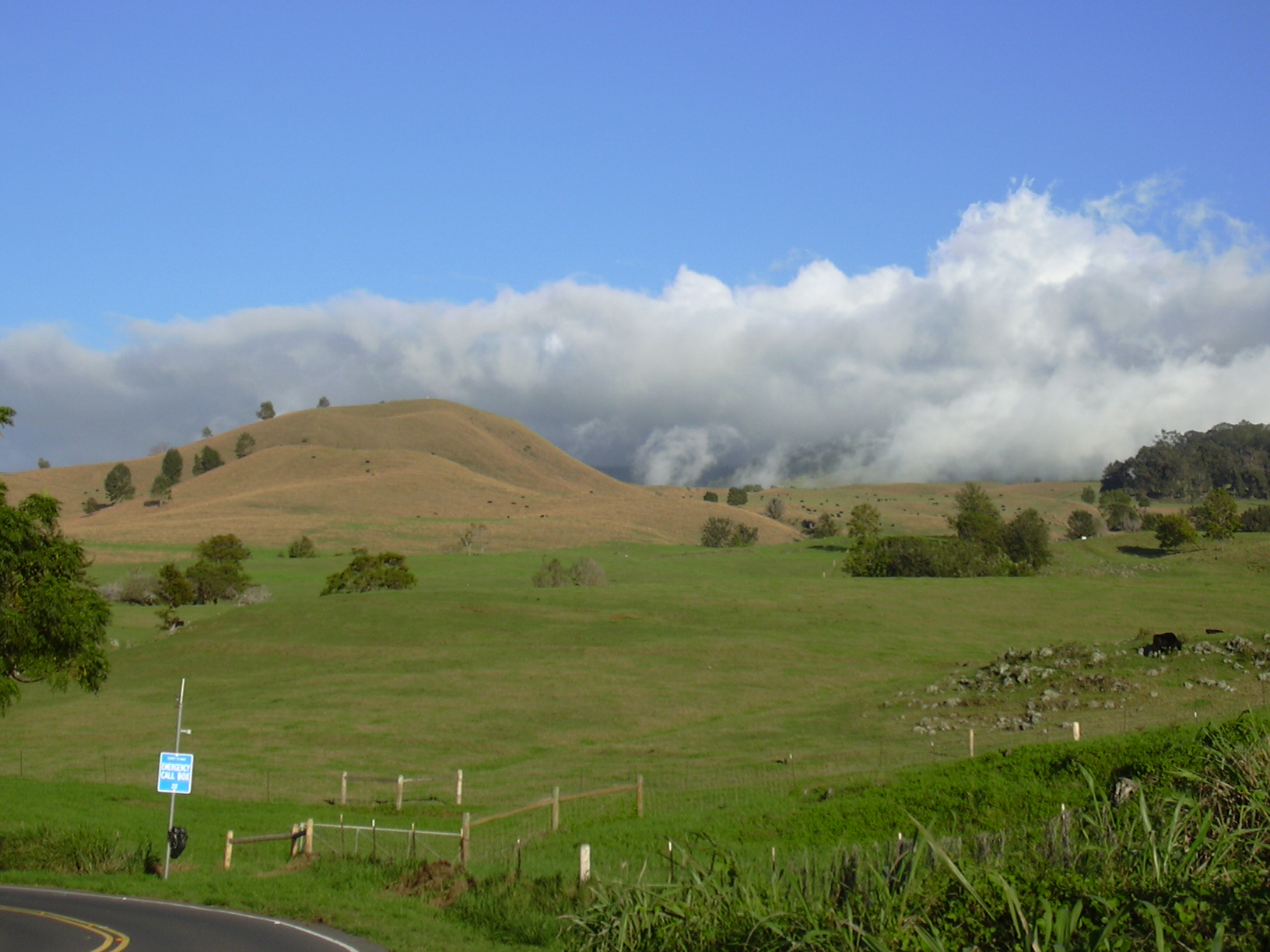
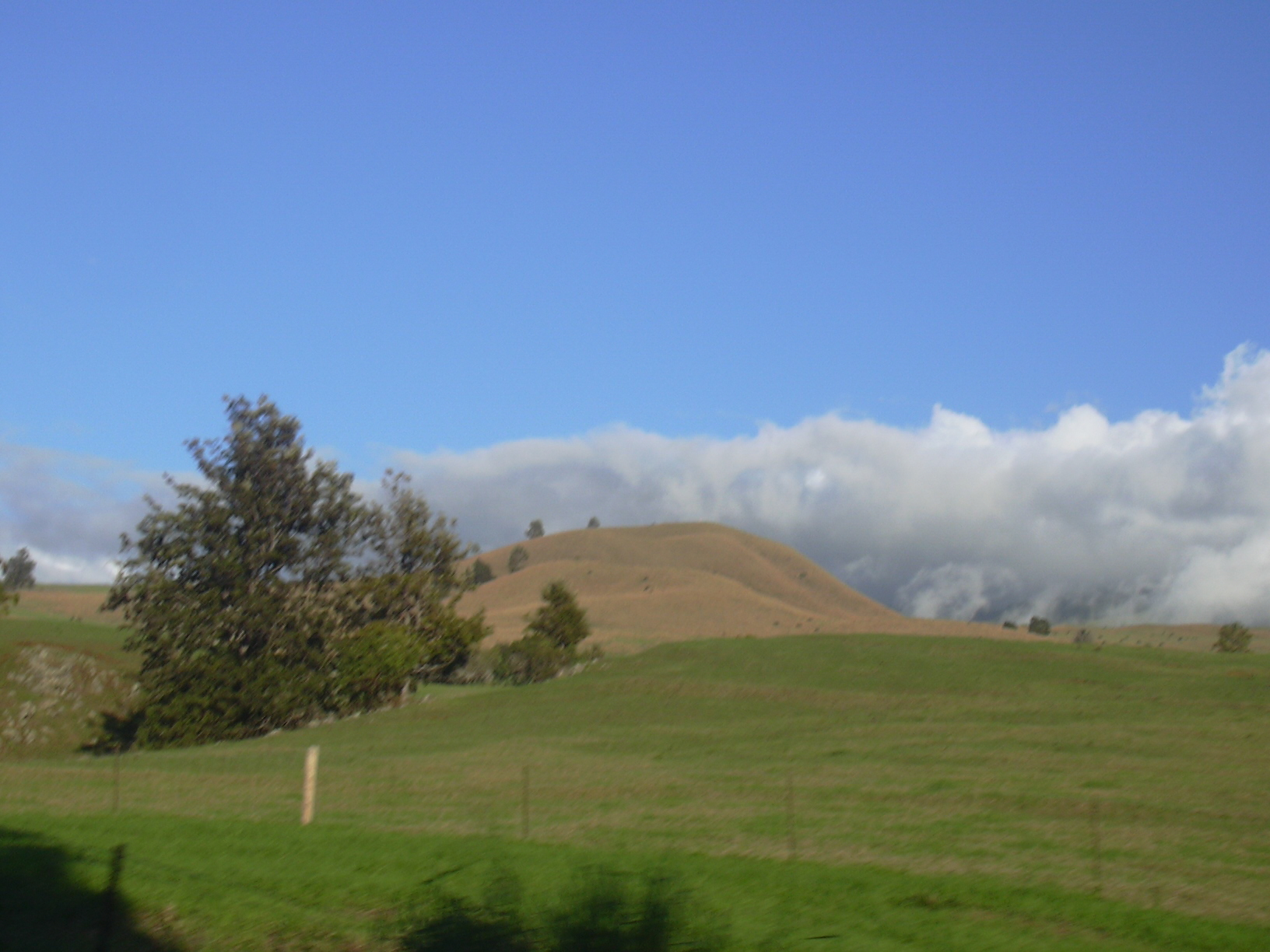